# 宜人贷
宜人贷（Yirendai）是一家由宜信公司于2012年推出的在线金融服务平台，总部位于中国北京。宜人贷在2015年成为首家在美国纽约证券交易所上市的互联网金融平台（股票代码：YRD）。

## 市场与影响
宜人贷在其发展高峰期是中国P2P网贷行业的领军企业之一，贷款规模和交易费用增长迅速，2014-2017年贷款金额复合增长率达164.86%。然而，受2017年起中国P2P行业监管政策收紧影响，宜人贷逐步转型，退出P2P业务，聚焦于更广泛的金融科技服务。
公司通过与全球金融机构合作，拓展了国际市场，在香港、新加坡、以色列等地设有办公室。2024年，宜人贷宣布计划将国际贷款业务规模翻倍，并提升重复借款率至70%，同时加大人工智能和全球扩张的投入。